# Нио Джу Лан
Нио Джу Лан (индон. Nio Joe Lan, кит. трад. 梁友蘭, упр. 梁友兰, также известен под индонезийским именем Юнус Нур Ариф (Junus Nur Arif), 29 декабря 1904, возможно Паалмерах или возможно Батавия, Нидерланды — 13 февраля 1973, Джакарта) — китайско-индонезийский писатель, журналист и учитель истории.

## Биография
Нио родился 29 декабря 1904 года в Батавии, административном центре Нидерландской Ост-Индии (ныне столица Индонезии Джакарта) в семье богатого торговца батиком. Другие источники утверждают, что он родился на Суматре — в поселении Паалмерах, находящемся в округе Джамби. У него было разностороннее образование: начальное в голландской китайской школе, домашнее обучение китайскому языку и среднее образование в библейской школе и в школе Конингин Вильгельмина; подростком Нио начал учиться на инженера по обслуживанию самолётов, что было редкостью в Голландской Ост-Индии. Хотя он закончил учёбу в 1924 году, Нио не смог начать работать по специальности; его отец недавно умер, а мать уволили с фабрики. Вместо этого Нио с помощью Лаув Гиок Лана, отца своего одноклассника, стал журналистом газеты Keng Po и журнала Penghiboer. С 1928 по 1935 год он работал редактором Keng Po до реорганизации в 1935 году, когда он ушёл в конкурирующую газету Sin Po.
После перехода в Sin Po Нио обычно избегал смешивания политики с журналистикой, вместо этого сосредоточившись на культуре. Также он писал статьи на различные темы, включая китайско-малайскую литературу, в голландских журналах, таких как De Indische Gids, а также в английских, таких как The China Journal. Он считался одним из главных малайскоязычных писателей о китайской культуре своего времени; он также опубликовал ставшую уже классической статью на голландском языке о китайско-малайской литературе в De Indische Gids в 1937 году. К этому времени он стал активным участником общественной работы в организации Тионг Хоа Хви Коан, служа в ней секретарём. В 1939 году Нио был частью команды, которая написала книгу, посвящённую 40-летию Тионг Хоа Хве Коан. Почувствовав культурный сдвиг, к 1940 году он перестал писать на английском и голландском языках и писал почти исключительно на индонезийском языке.
Когда японцы оккупировали Индонезию в феврале 1942 года, Нио был одним из по крайней мере 542 этнических китайцев с Явы и Мадуры, которые были арестованы и задержаны. Его держали в Букит-Дури, затем в Серанге, а затем в Чимахи, прежде чем он был освобождён в 1945 году после капитуляции Японии и провозглашения независимости Индонезии. Письменный отчёт о его опыте интернированного был опубликован в 1946 году под названием Далем Таванан Джепанг (Dalem Tawanan Djepang, с индонезийского Узник Японии). Синолог Майра Сидхарта сочла его произведение ценным историческим документом, поскольку другие бывшие заключённые не писали таких подробных мемуаров.
После освобождения Нио вернулся в Батавию (позже переименованную в Джакарту) и Sin Po (которая недавно возобновила выпуск после трёх лет бездействия), и возглавлял эту газету до 1958 года. В то же время он основал семейный журнал Pantja Warna (1947–56). В конце 1950-х Нио поступил в педагогический колледж Джакарты, изучал историю. К 1963 году он был там лектором, преподавал историю, работая внештатно над переводом произведений китайской литературы, в том числе частей «Троецарствия», «Баллады о Хуа Мулань» и «Сотворения богов». После 1965 года он начал больше писать об этнических голландцах в Индонезии.
Нио продолжал писать до 1972 года и умер 13 февраля следующего года. По словам Сидхарты, за свою жизнь Нио написал почти 200 работ; почти все были об этнических китайцах в Индонезии.

## Частичная библиография
Некоторые из работ Нио перечислены ниже:
- Riwayat 40 Taon T.H.H.K. Batavia (История 40 лет T.H.H.K. Батавии; 1940)
- Dalem Tawanan Djepang (В японских тюремных лагерях; 1946)
- Peradaban Tionghoa Selajang Pandang (Обзор китайской мудрости; 1961)
- Sastera Indonesia-Tionghoa (Китайско-индонезийская литература; 1962)
- Punjtak-puntjak Kisah Tiga Negara (Основные моменты романа о трёх королевствах; 1963)
- Sastera Tiongkok Sepintas Lalu (Обзор китайской литературы; 1966).